# Rona Anderson
Rona Anderson (3 de agosto de 1926 – 23 de julho de 2013) foi uma atriz escocesa.  Fez cinema e televisão. Seu primeiro grande filme de destaque foi o drama Sleeping Car to Trieste em 1948.

## Filmografia selecionada
- Sleeping Car to Trieste (1948) - Joan Maxted
- Floodtide (1949) - Mary Anstruther
- Poet's Pub (1949) - Joanna Benbow
- The Twenty Questions Murder Mystery (1950) - Mary Game
- Torment (1950) - Joan
- Her Favourite Husband (1950) - Stellina
- Home to Danger (1951) - Barbara Cummings
- Scrooge (1951) - Alice
- Whispering Smith Hits London (1952) - Anne
- Circumstantial Evidence (1952) - Linda Harrison
- Noose for a Lady (1953) - Jill Hallam
- Black 13 (1953) - Claire
- Double Exposure (1954)
- The Black Rider (1954) - Mary Plack
- Stock Car (1955) - Katie Glebe
- Little Red Monkey (1955) - Julia Jackson
- The Flaw (1955) - Monica Oliveri
- A Time to Kill (1955) - Sallie Harbord
- Shadow of a Man (1956) - Linda Bryant
- Soho Incident (aka Spin a Dark Web) (1956) - Betty Walker
- Man with a Gun (1958) - Stella
- Devils of Darkness (1965) - Anne
- The Prime of Miss Jean Brodie (1969) - Miss Lockhart